# Mayfair
Mayfair es un barrio de la ciudad de Londres, perteneciente al distrito de la Ciudad de Westminster, situado en West London. Se trata de un barrio caro y prestigioso, comercial y de servicios. En él se sitúan muchas de las tiendas de moda más lujosas de Londres, siendo especialmente conocida Bond Street. Cuenta con encantadoras y verdes plazas como Berkeley Square; aquí se encuentra la Embajada de los Estados Unidos.

## Historia
Mayfair fue principalmente una zona de campos abiertos hasta que empezó a desarrollarse en la zona de Shepherd Market alrededor del año 1686 para acomodar la Feria de Mayo (May Fair) que se había trasladado desde Haymarket en St James's. Había algunos edificios anteriores a esa fecha – un cottage en Stanhope Row, que se remontaba a 1618, fue destruido en el Blitz a finales del año 1940, aunque no hay evidencias de moradas o edificios significativos antes de 1686. 
Se ha especulado sobre si los romanos se establecieron en la zona antes de fundar Londinium. Desde los años 1950 está la teoría de que Aulo Plaucio estableció un fuerte cerca de la unión entre Park Street y Oxford Street durante la conquista romana de Britania en el año 43 mientras esperaba a Claudio; la teoría se desarrolló más en 1993, con una propuesta de que, alrededor del fuerte, se formó una ciudad romana, que más tarde se abandonó por estar demasiado lejos del Támesis. La propuesta se ha discutido debido a la ausencia de evidencias arqueológicas. Si hubiera existido un fuerte, se cree que el perímetro habría estado donde se encuentran actualmente las calles Green Street, North Audley Street, Upper Grosvenor Street y Park Lane, que Park Street habría sido la carretera principal a través del centro.
Mayfair era parte de la parroquia de St Martin in the Fields. Recibe su nombre de una feria que se celebraba a lo largo de una quincena en el mes de mayo May Fair, feria que, entre 1686 y 1764, se celebró en el lugar donde se encuentra Shepherd Market.  La feria, previamente, se celebró en Haymarket; se trasladó en 1764 al Fair Field en Bow en el East End de Londres, después de quejas de los residentes. 
El baronet Sir Thomas Grosvenor, se casó con Mary Davis, heredera de parte del señorío (Manor) de Ebury, en 1677; la familia Grosvenor obtuvo 40 hectáreas (100 acres) de Mayfair. La mayor parte de la zona de Mayfair fue construida desde mediados del siglo XVII hasta mediados del XVIII como un distrito residencial favorable, por una serie de caseros, el más importante de los cuales fue la familia Grosvenor, que en 1874 se convirtieron en los duques de Westminster. En 1724 Mayfair se convirtió en parte de la nueva parroquia de St George Hanover Square, que se extendía hasta Bond Street en la parte sur de Mayfair y casi hasta Regent Street al norte de Conduit Street. El límite septentrional era Oxford Street y el meridional estaría por Piccadilly. La parroquia seguía al oeste de Mayfair hasta Hyde Park y luego al sur para incluir Belgravia y otras zonas.

En el siglo XIX la familia Rothschild compró amplias zonas de Mayfair. La propiedad absoluta de una gran sección de Mayfair también pertenecía a la Crown Estate.
El distrito es ahora principalmente comercial, con muchas oficinas en casas convertidas y nuevas edificaciones, incluyendo las sedes de grandes corporaciones, una concentración de hedge funds, negocios inmobiliarios y muchas embajadas, además del consulado estadounidense en la parte occidental de Grosvenor Square. Los alquileres se encuentran entre los más altos en Londres y el mundo. Hay restos de sustancial cantidad de propiedad residencial así como algunas tiendas exclusivas y la mayor concentración de Londres de hoteles de lujo y muchos restaurantes. Entre los edificios de Mayfair se encuentran el Alto Comisionado Canadiense, y la embajada de los Estados Unidos en Grosvenor Square, la Real Academia de las Artes, la Casa-Museo de Händel, el Grosvenor House Hotel, el Claridge's y el Dorchester.

## Acontecimientos
El 21 de abril de 1926,  la duquesa Isabel de York entró en trabajo de parto en este barrio, en la residencia de su padre Claude Bowes-Lyon, XIV Conde de An, dando a la luz a su primogénita, la princesa Isabel de York (futura reina Isabel II), con el duque Alberto de York a su lado, es el único caso conocido de una monarca inglesa nacida en este barrio, ya que los duques gozaban de una relativa tranquilidad ya que no se esperaba que fueran titulares de la corona (ambos se convertirían en los reyes emperadores Jorge VI e Isabel en 1936 tras la abdicación del rey Eduardo VIII).

## En la literatura
Mayfair se menciona en numerosas novelas, especialmente de la época de la Regencia. En Mayfair viven los protagonistas de historias como Ana y el duque, de Kathryn Smith; La serie de los Knight, de Gaelen Foley;  Ángeles rebeldes de Libba Bray; o Lula Landry de El Canto del Cuco de Robert Galbraith.
Además el apellido es usado por la prestigiosa autora Anne Rice en la saga de Las Brujas de Mayfair. (La Hora de las Brujas, La voz del Diablo y Taltos)
También en esta plaza se encuentra Bridgerton House, la casa familiar que antes pertenecía a la vizcondesa viuda Violety después paso a manos del vizconde Anthony y su esposa Kate.